# Mercedes Mason
Mercedes Mason, nata Mercedes Masöhn (Linköping, 3 marzo 1982) è un'attrice svedese naturalizzata statunitense.
È nota principalmente per il ruolo di Jenny nel film Quarantena 2 - Terminal, di Isabel Zambada ne Il risolutore, di Louise Leonard in 666 Park Avenue e di Ofelia Salazar in Fear the Walking Dead.

## Biografia
Nata a Linköping, Svezia, da una famiglia multietnica, Mercedes si è trasferita negli Stati Uniti con i familiari all'età di dodici anni ed è cresciuta nell'area di Chicago, dove, a tredici anni, viene scoperta da Ford Models, che la introduce alla carriera di modella, che svolge per tutta la durata del liceo. Terminato il college si trasferisce a Los Angeles per intraprendere la carriera di attrice. Nel 2016 acquisisce la cittadinanza americana; parla inglese, francese, spagnolo e persiano; non parla più in svedese ma riesce a comprenderlo. 

## Carriera
La sua carriera inizia nel 2005 con la partecipazione a tre puntate della soap opera Una vita da vivere e, l'anno successivo, con un ruolo secondario in Ti odio, ti lascio, ti.... Successivamente partecipa in qualità di guest star a serie televisive quali: Entourage, The Closer, NCIS - Unità anticrimine, Three Rivers, CSI: NY, Castle e Traffic Light; nonché in vari film per la televisione.
Nel 2011 interpreta il personaggio ricorrente dell'agente Zondra Rizzo nella quarta stagione di Chuck. Inoltre compare in veste di protagonista nel film horror Quarantena 2 - Terminal.
In seguito all'episodio pilota dello spin-off di Bones: Il risolutore, il personaggio di Saffron Burrows viene eliminato dagli autori e, per sostituirla, la Mason è assunta nel ruolo della U.S. Marshal Isabel Zambada, interesse sentimentale del protagonista Walter Sherman, interpretato da Geoff Stults.
Dopo la cancellazione della serie, tra il 2012 e il 2013, la Mason entra nel cast principale di 666 Park Avenue nei panni di Louise Leonard. La serie tuttavia viene cancellata dalla ABC dopo una sola stagione. Dal 2015 al 2017 è stata una delle protagoniste della serie televisiva Fear the Walking Dead, interpretando il ruolo di Ofelia Salazar. Dal 2018 è diventata una delle protagoniste della serie The Rookie.

## Vita privata
È sposata con David Denman dal settembre 2014; la coppia ha due figli: Caius Kane nato nel gennaio 2018 e Sagan Cyrus nato nel maggio 2021. 
Il 3 dicembre 2019 dichiara pubblicamente la propria bisessualità con un post su Instagram.

## Filmografia

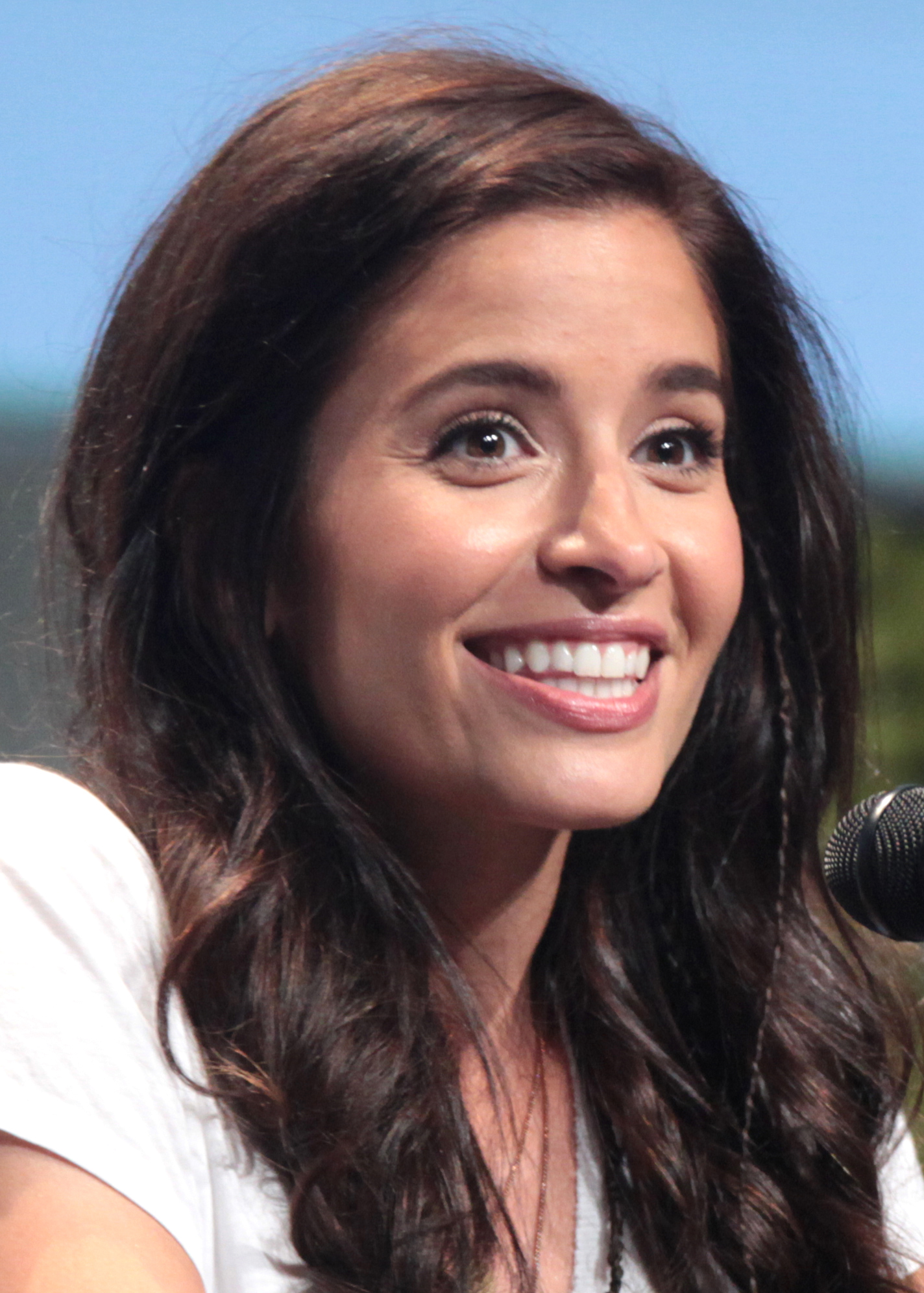
Mercedes Mason al San Diego Comic-Con International 2015

### Cinema
- Ti odio, ti lascio, ti... (The Break-Up), regia di Peyton Reed (2006) – non accreditata
- Red Sands - La forza occulta (Red Sands), regia di Alex Turner (2009)
- Quarantena 2 - Terminal (Quarantine 2: Terminal), regia di John Pogue (2011)
- Three Veils, regia di Rolla Selbak (2011)
- General Education, regia di Tom Morris (2012)
- Slightly Single in L.A., regia di Christie Will (2013)
- Sniper 5 - Fino all'ultimo colpo (Sniper: Legacy), regia di Don Michael Paul (2014)
- Ana Maria in Novela Land, regia di Georgina Garcia Riedel (2015)
- What the Night Can Do, regia di Christopher Martini (2020)
- Love by Drowning, regia di Justin Kreinbrink (2020)
- Little Dixie, regia di John Swab (2023)

### Televisione
- Una vita da vivere (One Life to Live) – serial TV, 3 episodi (2005-2006)
- Entourage – serie TV, episodio 5x12 (2008)
- The Law, regia di Luke Greenfield – film TV (2009)
- The Closer – serie TV, episodio 5x02 (2009)
- NCIS - Unità anticrimine (NCIS) – serie TV, episodio 7x01 (2009)
- Three Rivers – serie TV, 4 episodi (2009-2010)
- CSI: NY – serie TV, episodio 6x06 (2009)
- Castle – serie TV, episodio 3x02 (2010)
- All Signs of Death, regia di Alan Ball – film TV (2010)
- Traffic Light – serie TV, episodio 1x01 (2011)
- Chuck – serie TV, episodi 4x15-4x24 (2011)
- Il risolutore (The Finder) – serie TV, 13 episodi (2012)
- Common Law – serie TV, episodio 1x01 (2012)
- 666 Park Avenue – serie TV, 9 episodi (2012-2013)
- NCIS: Los Angeles – serie TV, 7 episodi (2014-2022)
- Californication – serie TV, episodi 7x06-7x08 (2014)
- Anger Management – serie TV, episodi 2x73-2x75 (2014)
- White City, regia di Stephen Gaghan – film TV (2015)
- The Astronaut Wives Club – serie TV, episodio 1x05 (2015)
- Fear the Walking Dead – serie TV, 22 episodi (2015-2017)
- Doubt - L'arte del dubbio (Doubt) – serie TV, episodio 1x04 (2017)
- The Rookie – serie TV, 15 episodi (2018-2021)
- Le regole del delitto perfetto (How to Get Away with Murder) – serie TV, 3 episodi (2019)
- The L Word: Generation Q – serie TV, 3 episodi (2019)
- American Horror Stories – serie TV, episodio 1x07 (2021)

### Cortometraggi
- Now and Nowhere, regia di Jesse Atlas e Brent Bonacorso (2008)
- Buds, regia di Matthew A. Del Ruth (2012)

## Doppiatrici italiane
Nelle versioni in italiano delle opere in cui ha recitato, Mercedes Mason è stata doppiata da:
- Emilia Costa in NCIS - Unità anticrimine,[9] The Closer[10]
- Eleonora Reti in Entourage[11]
- Federica De Bortoli in CSI: NY[12]
- Laura Lenghi in Castle[13]
- Eleonora De Angelis in Quarantena 2 - Terminal[14]
- Daniela Calò ne Il risolutore[15]
- Ilaria Stagni in Common Law[16]
- Monica Ward in 666 Park Avenue[17]
- Chiara Colizzi in NCIS: Los Angeles[18]
- Chiara Gioncardi in Californication[19]
- Raffaella Castelli in Fear the Walking Dead[20]
- Stefania Giuliani in The Rookie[21]
- Carmen Iovine ne Le regole del delitto perfetto[22]
- Barbara De Bortoli in American Horror Stories[23]